# Liste der Monuments historiques in Bart (Doubs)
Die Liste der Monuments historiques in Bart führt die Monuments historiques in der französischen Gemeinde Bart auf.

## Liste der Immobilien
| Bezeichnung        | Beschreibung                                                                               | Standort                                                         | Kennzeichnung | Schutzstatus | Datum | Bild           |
| ------------------ | ------------------------------------------------------------------------------------------ | ---------------------------------------------------------------- | ------------- | ------------ | ----- | -------------- |
| Camp de Châtaillon | vorgeschichtlicher Wohnplatz mit Abris und Abschnittswällen; bis in die Latènezeit genutzt | südlich des Ortes auf der Anhöhe zwischen Doubs und Allan (Lage) | PA00132839    | Inscrit      | 1994  | weitere Bilder |